# Universidad Altınbaş
La Universidad Altınbaş es una fundación universitaria en Estambul, Turquía. La universidad se estableció en 2008 como Universidad Kemerburgaz de Estambul (en turco: İstanbul Kemerburgaz Üniversitesi) y cambió a su nombre actual en 2017. La Universidad de Altınbaş tiene más de 3700 estudiantes internacionales de 84 países, más del 38% de los estudiantes son internacionales. La universidad tiene 3 campus ubicados en Estambul, que se encuentran en los distritos de Bağcılar, Bakırköy y Şişli . Hogar de 9 escuelas de pregrado, 3 escuelas de posgrado, 2 escuelas de formación profesional a partir del año académico 2019-2020, la Universidad Altınbaş ofrece actualmente 30 programas de licenciatura, 34 programas de grado de asociado, 28 programas de maestría y 6 programas de doctorado.
Esta universidad ofrece programas en inglés y turco, también ofrece una programa de derecho de doble titulación con la Universidad de Colonia que se imparte en turco y en alemán.

## Acreditaciones
Reconocido oficialmente por el YÖK - Yüksekögretim Kurulu (Consejo de Educación Superior), la Universidad Altınbaş (AU) es una institución turca de educación superior mixta de tamaño mediano (rango de matrícula uniRank: 8,000-8,999 estudiantes). 
La universidad está acreditada por la Unión Europea y un número de países árabes como Irak, Egipto y Jordania.

## Facultades
- Escuela de Medicina
- Facultad de Ingeniería y Ciencias Naturales
- Facultad de Odontología
- Facultad de Farmacia
- Facultad de Ciencias Económicas y Administrativas
- Escuela de Derecho
- Escuela de Ciencias Aplicadas
- Escuela de Administración
- Escuela de Bellas Artes y Diseño

## Galería

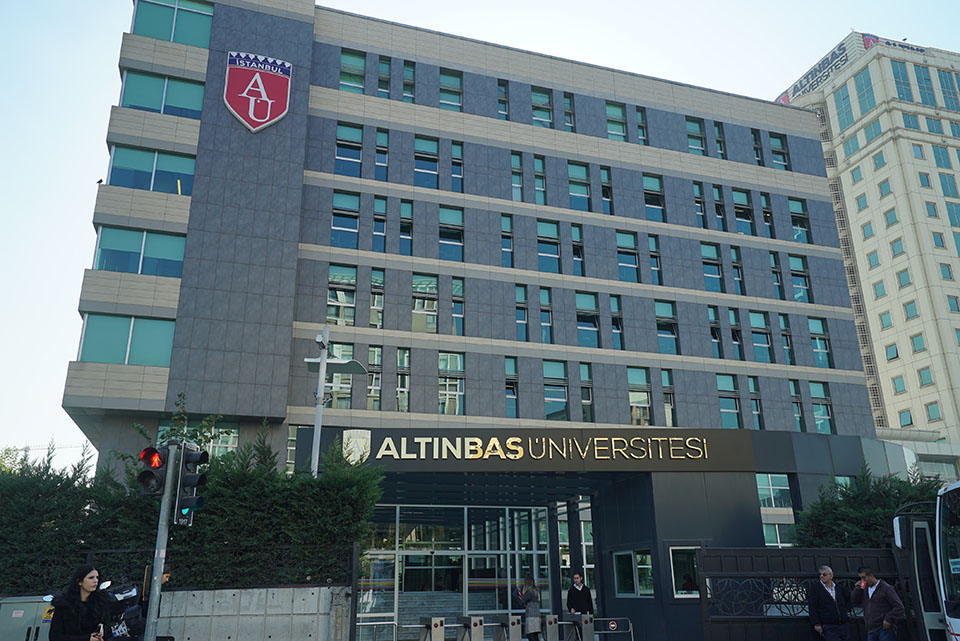
Campus de Mahmutbey (Campus de Tecnología)
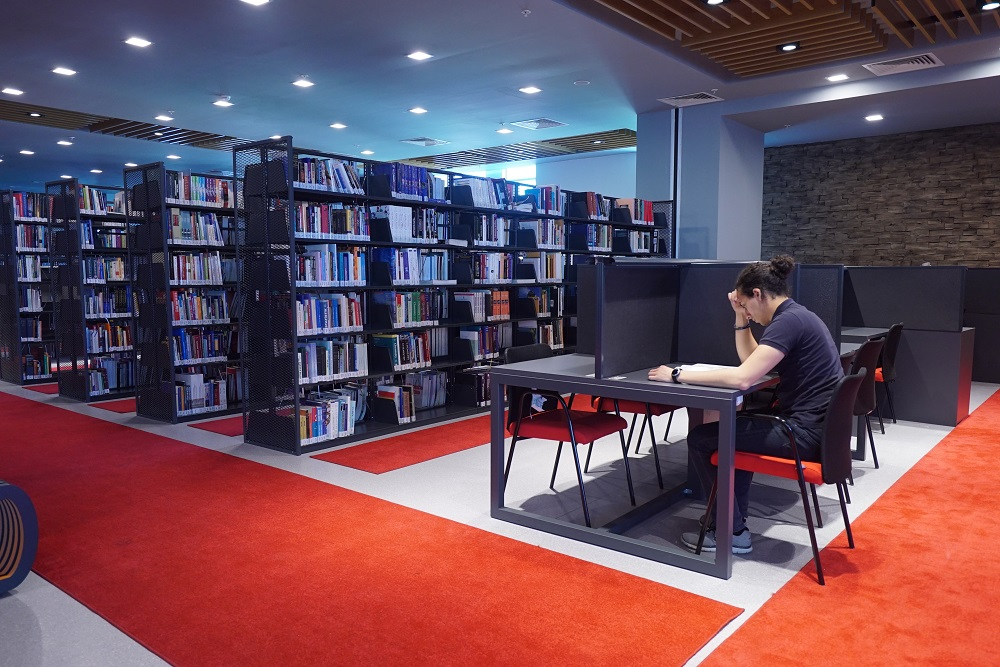
Biblioteca de la Universidad Altinbas con 56.553 publicaciones, más de 1.350.000 libros y revistas electrónicos.
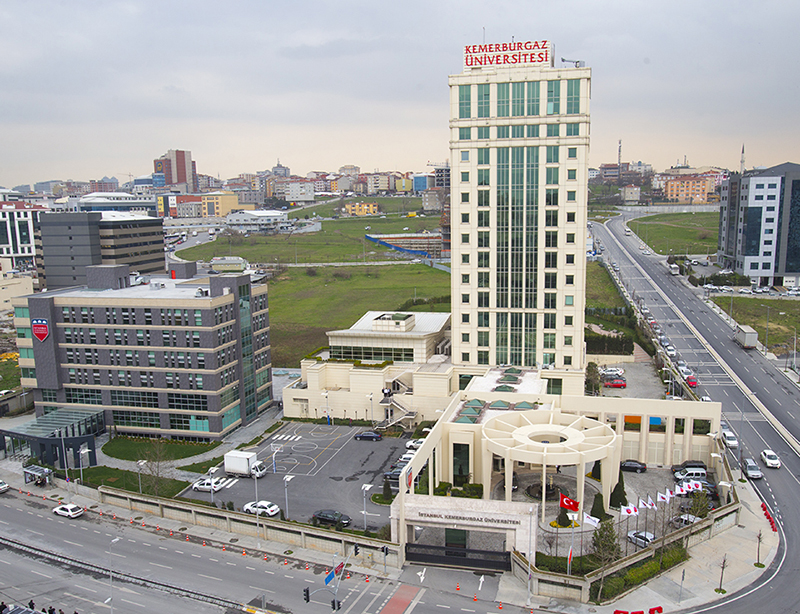
Dirección: Mahmutbey Mahallesi, Dilmenler Caddesi Mahmutbey Yerleşkesi No: 26, 34218 Bağcılar / İstanbul